# Silnice I/52
Die Silnice I/52 (tschechisch für: „Straße I. Klasse 52“) ist eine tschechische Staatsstraße (Straße I. Klasse). Sie ist Teil der Europastraße 461.

## Verlauf
Die Straße beginnt südlich von Pohořelice (Pohrlitz), wo die seit 1. Januar 2016 zur Autobahn Dálnice 52 aufgestufte von Brünn (Brno) kommende Strecke in sie übergeht, und verläuft in südlicher Richtung über Mikulov (Nikolsburg), wo die Silnice I/40 nach Osten abzweigt. Von dort aus erreicht sie nach rund 2 Kilometer die Grenze zu Österreich, an der sie in die vor Drasenhofen beginnende Brünner Straße B 7 übergeht, die inzwischen weitgehend von der Nord/Weinviertel Autobahn ersetzt wird.
Die Gesamtlänge der Straße beträgt noch rund 24 Kilometer.

## Geschichte
Die Straße bildete von 1940 bis 1945 einen Abschnitt der Reichsstraße 116.